# Xysticus excavatus
Xysticus excavatus är en spindelart som beskrevs av Schenkel 1963. Xysticus excavatus ingår i släktet Xysticus och familjen krabbspindlar. Inga underarter finns listade i Catalogue of Life.